# Szermierka na Letniej Uniwersjadzie 2007
Szermierka na Letniej Uniwersjadzie 2007 odbyła się w dniach 11-16 sierpnia w hali Impact Exhibition and Convention Center w Nonthaburi.
Do rozdania było 12 kompletów medali. Po 6 w konkurencjach męskich jak i żeńskich.
Szermierze rywalizowali w trzech rodzajach broni: florecie, szabli i szpadzie.

## Tabela medalowa
| Rk | Kraj             | Złoto | Srebro | Brąz | Razem |
| 1. | Ukraina          | 4     | 4      | 2    | 8     |
| 2. | Rosja            | 3     |        | 4    | 7     |
| 3. | Chiny            | 2     | 3      | 4    | 9     |
| 4. | Korea Południowa | 2     | 3      | 2    | 7     |
| 5. | Węgry            | 1     | 1      |      | 2     |
| 9. | Polska           |       |        | 1    | 1     |

## Obiekty
| Obiekt                                  | Miasto     | Funkcja           |
| Impact Exhibition and Convention Center | Nonthaburi | Zawody i treningi |

## Konkurencje
| Floret - indywidualnie - drużynowo Szabla - indywidualnie - drużynowo Szpada - indywidualnie - drużynowo | Floret - indywidualnie - drużynowo Szabla - indywidualnie - drużynowo Szpada - indywidualnie - drużynowo |

## Medaliści
| Konkurencja                    | Złoto                          | Srebro                         | Brąz                               |
| Mężczyźni                      |                                |                                |                                    |
| Floret indywidualnie szczegóły | Wu Hanxiong · Chiny            | Bao Xiaoqing · Chiny           | Laurence Halsted · Wielka Brytania |
| Floret indywidualnie szczegóły | Wu Hanxiong · Chiny            | Bao Xiaoqing · Chiny           | Maksym Petrow · Ukraina            |
| Floret drużynowo szczegóły     | Rosja                          | Chiny                          | Francja                            |
| Szabla indywidualnie szczegóły | Aleksiej Jakimienko · Rosja    | Balazs Lontay · Węgry          | Kim Jung-hwan · Korea Południowa   |
| Szabla indywidualnie szczegóły | Aleksiej Jakimienko · Rosja    | Balazs Lontay · Węgry          | Wieniamin Rieszetnikow · Rosja     |
| Szabla drużynowo szczegóły     | Ukraina                        | Korea Południowa               | Rosja                              |
| Szpada indywidualnie szczegóły | András Rédli · Węgry           | Dong Guotao · Chiny            | Dmitrij Griaznow · Kazachstan      |
| Szpada indywidualnie szczegóły | András Rédli · Węgry           | Dong Guotao · Chiny            | Maksym Chworost · Ukraina          |
| Szpada drużynowo szczegóły     | Ukraina                        | Francja                        | Szwajcaria                         |
| Kobiety                        |                                |                                |                                    |
| Floret indywidualnie szczegóły | Julija Biriukowa · Rosja       | Lee Hye-sun · Korea Południowa | Polina Riepina · Rosja             |
| Floret indywidualnie szczegóły | Julija Biriukowa · Rosja       | Lee Hye-sun · Korea Południowa | Liu Yuan · Chiny                   |
| Floret drużynowo szczegóły     | Chiny                          | Korea Południowa               | Japonia                            |
| Szabla indywidualnie szczegóły | Lee Shin-mi · Korea Południowa | Hałyna Pundyk · Ukraina        | Guo Fei · Chiny                    |
| Szabla indywidualnie szczegóły | Lee Shin-mi · Korea Południowa | Hałyna Pundyk · Ukraina        | An Mi-ae · Korea Południowa        |
| Szabla drużynowo szczegóły     | Korea Południowa               | Ukraina                        | Rosja                              |
| Szpada indywidualnie szczegóły | Jana Szemiakina · Ukraina      | No’am Mills · Izrael           | Małgorzata Bereza · Polska         |
| Szpada indywidualnie szczegóły | Jana Szemiakina · Ukraina      | No’am Mills · Izrael           | Tan Li · Chiny                     |
| Szpada drużynowo szczegóły     | Ukraina                        | Rumunia                        | Chiny                              |